# Duravel
Duravel (okzitanisch Duravèl) ist eine südfranzösische Gemeinde (commune) mit 946 Einwohnern (Stand 1. Januar 2022) im Département Lot in der Region Okzitanien.

## Lage
Der Ort Duravel liegt etwa zwei Kilometer von dem Nordufer des Flusses Lot entfernt in einer Höhe von ca. 90 Metern ü. d. M. in der alten Kulturlandschaft des Quercy etwa 38 Kilometer (Fahrtstrecke) nordwestlich von Cahors. Die imposanten Ruinen des Château de Bonaguil sind weitere fünf Kilometer (Luftlinie) in nordwestlicher Richtung entfernt.

## Bevölkerungsentwicklung
| Jahr      | 1962 | 1968 | 1975 | 1982 | 1990 | 1999 | 2006 | 2018 |
| Einwohner | 823  | 983  | 911  | 875  | 894  | 882  | 930  | 957  |

Im 19. Jahrhundert hatte der Ort meist zwischen 1800 und über 3000 Einwohner. Infolge der Reblauskrise im Weinbau und der Mechanisierung der Landwirtschaft ging die Einwohnerzahl seitdem kontinuierlich bis auf die Tiefststände in den 1950er und frühen 1960er Jahren zurück.

## Wirtschaft
Im Quercy wurde die Landwirtschaft, zu der bis ins 19. Jahrhundert hinein auch der Weinbau gehörte, jahrhundertelang in erster Linie zur Selbstversorgung betrieben. Nach der Reblauskrise in der zweiten Hälfte des 19. Jahrhunderts wurde der Weinbau in der Region vorübergehend gänzlich aufgegeben, doch mittlerweile werden wieder Rot-, Rosé und Weißweine produziert, die über die Appellationen Cahors, Comté Tolosan und Côtes du Lot vermarktet werden. Neben der Landwirtschaft spielt der Ort eine Rolle für Kleinhandel und Handwerk in der Region; auch der Tourismus in Form der Vermietung von Ferienwohnungen (gîtes) ist für das Wirtschaftsleben von Bedeutung.

## Geschichte
Duravel wurde wahrscheinlich von den Römern als Wegstation an der Straße von Bordeaux (Burdigala) nach Lyon (Lugdunum) gegründet; in gallorömischer Zeit existierte in der Nähe ein Landgut (villa rustica). Bereits seit dem 5. oder 6. Jahrhundert gab es hier eine Kirche, die – später zerstört – im 7. Jahrhundert wiederaufgebaut wurde. Im 11. Jahrhundert übernahm die Cluny unterstehende Benediktiner-Abtei Saint-Pierre in Moissac die Kontrolle und man errichtete eine neue Prioratskirche, in der die Gebeine der während der Zeit der Kreuzzüge aus Palästina hierher verbrachten hll. Hilarion, Agathon und Poémon verehrt wurden. Ihre Gebeine befinden sich in einem Steinsarkophag im Chor der Kirche. Im Hundertjährigen Krieg (1337–1453) wurde der damals wohl an die 6.000 Einwohner zählende Ort vorübergehend von den Engländern besetzt; im Jahr 1455 verlieh ihm der französische König Karl VII. als Dank und Anerkennung das heutige Wappen mit den Insignien der Krone Frankreichs. In den Hugenottenkriegen (1562–1598) teilweise zerstört, wurde im Jahr 1626 das Priorat aufgelöst; die Kirche diente fortan als Pfarrkirche.

## Sehenswürdigkeiten

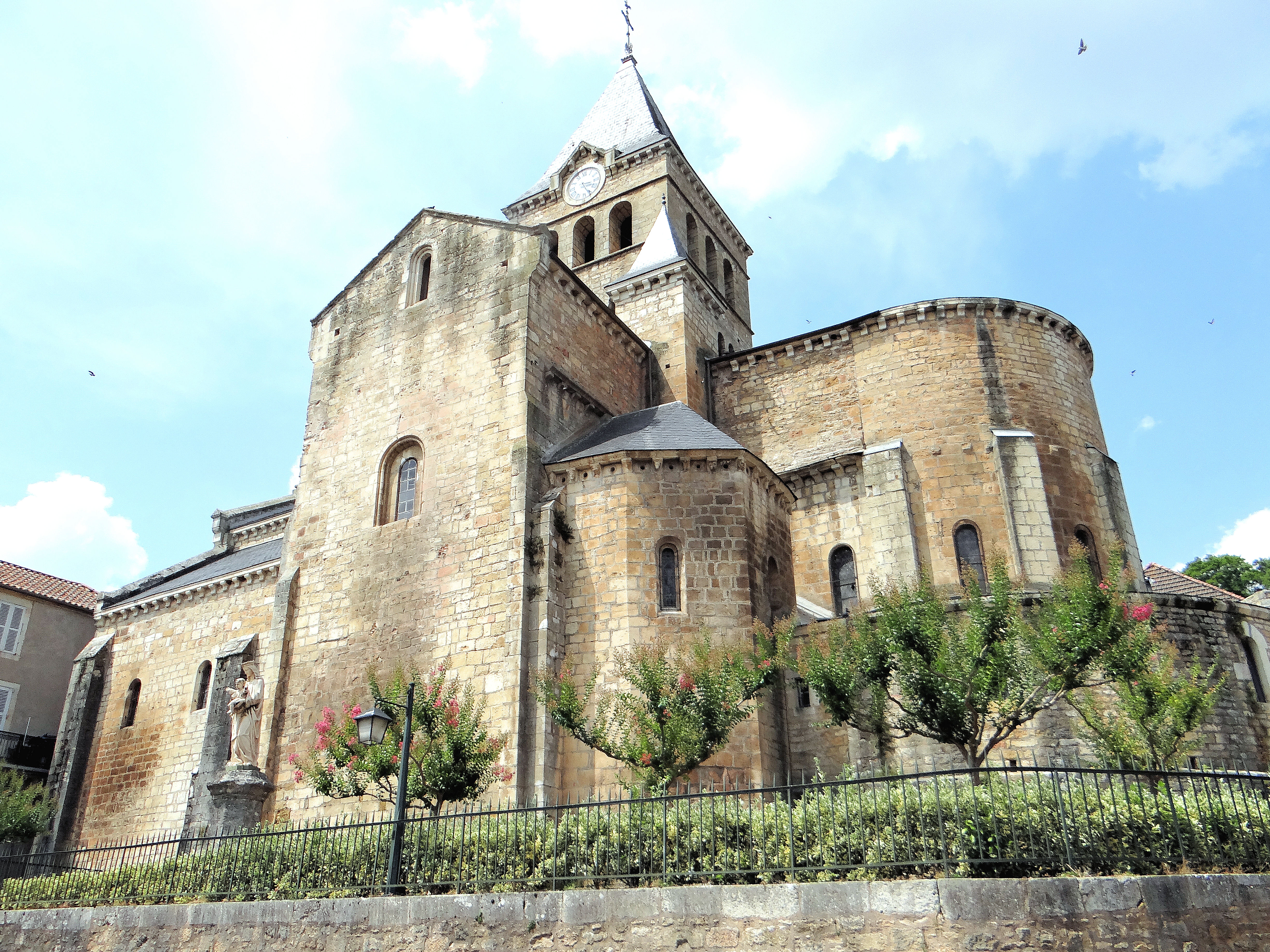
Kirche Saint-Hilarion

- Die ehemalige Prioratskirche Saint-Hilaire ist ein imposanter Bau des 12. Jahrhunderts; ihr Vierungsturm überragt den am Waldrand gelegenen Ort. Sie besitzt eine aus dem 11. Jahrhundert stammende quadratische Krypta mit vier Säulen unterhalb der Vierung; deren Kapitelle zeigen aufwendig gearbeitete Flechtbandmotive sowie vegetabilische und abstrakte Formen und auch ein Pfau ist zu erkennen. Das im Hundertjährigen Krieg teilweise zerstörte und mit wiederwendeten Säulen und Kapitellen wiederaufgebaute Langhaus ist dreischiffig und mündet in ein Querhaus mit einer halbrunden Mittelapsis und einer – außen polygonal gebrochenen – seitlichen Apsis auf der Südseite, die in den Jahren 1837–1843 ausgemalt und 1884 restauriert bzw. überarbeitet wurden; die nördliche Seitenapsis wurde im 16. oder 17. Jahrhundert zur Sakristei umgebaut. Beachtenswert ist die original erhaltene architektonische Gestaltung der Südapsis mit übereinander angeordneten (Blend-)Bogenarkaden. Die Kirche hatte ursprünglich zwei Portale – eines im Westen und eines auf der Südseite, welches in den ehemaligen Klausurbereich führte; die Westfassade mitsamt ihrem Portal wurden im 16. Jahrhundert in einem romanisch-gotischen Mischstil erneuert und im 19. Jahrhundert nochmals überarbeitet. Der Kirchenbau ist seit dem Jahr 1912 als Monument historique anerkannt.[1]

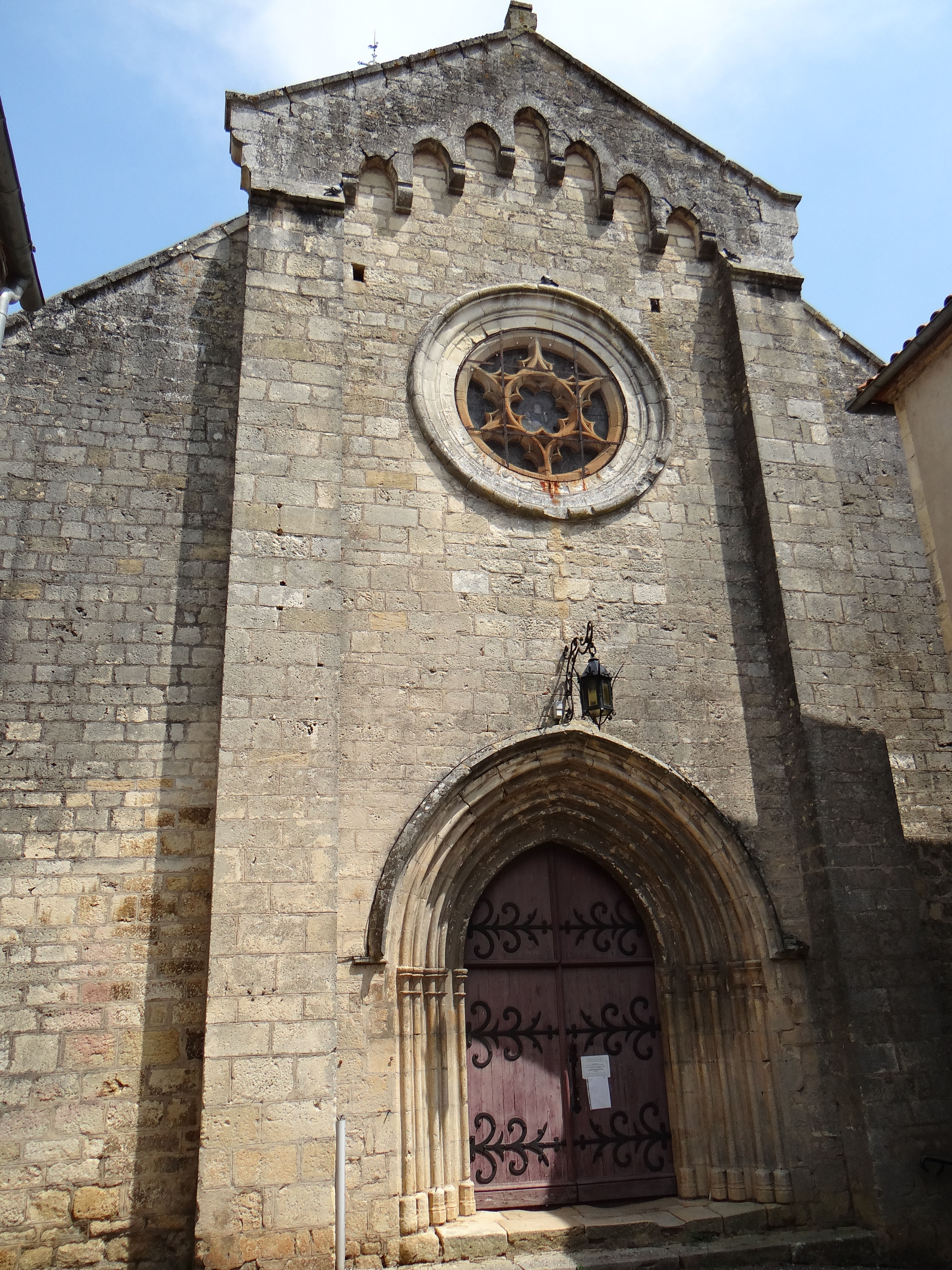
Westfassade
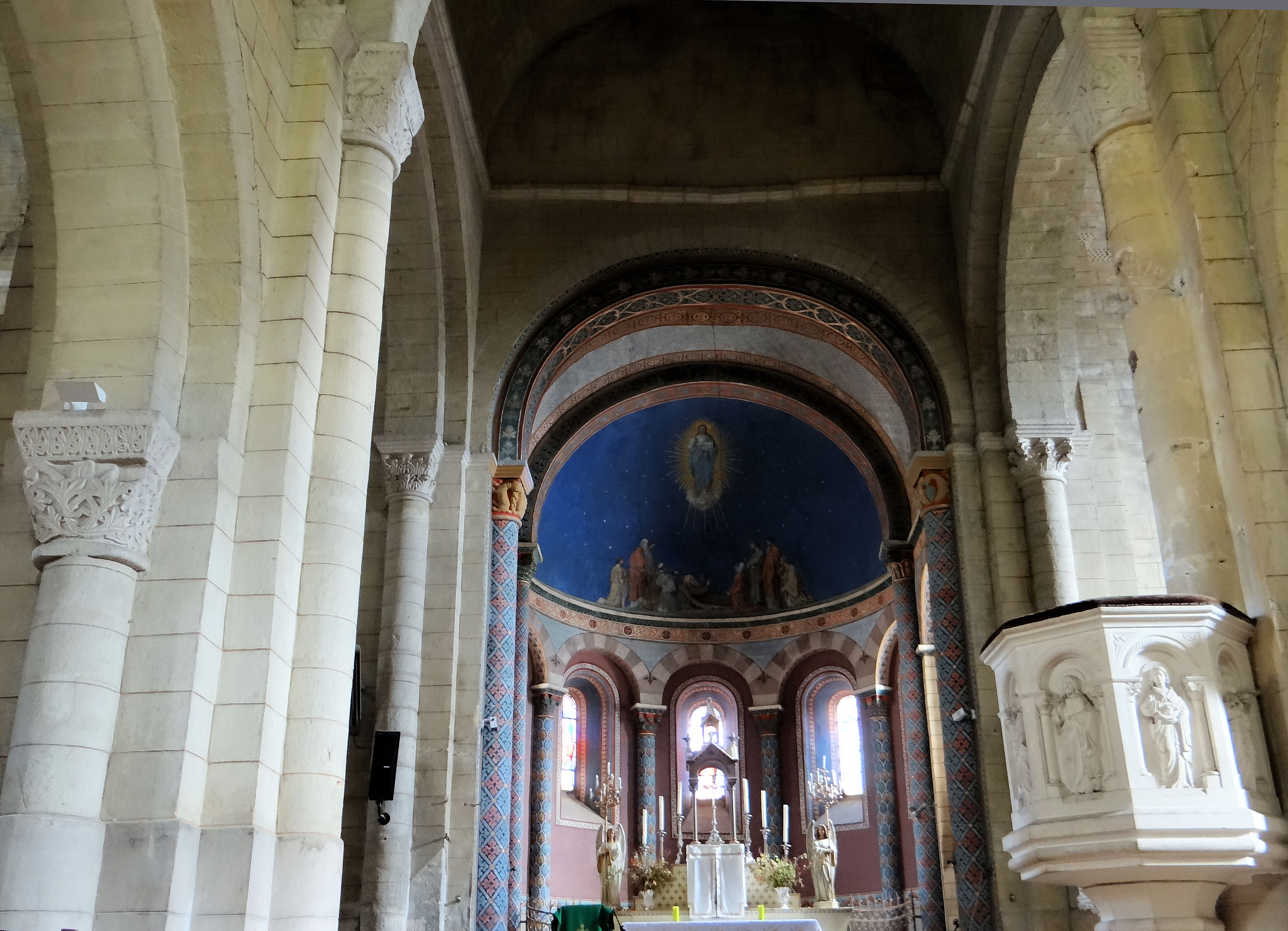
Kirchenschiff und Apsis
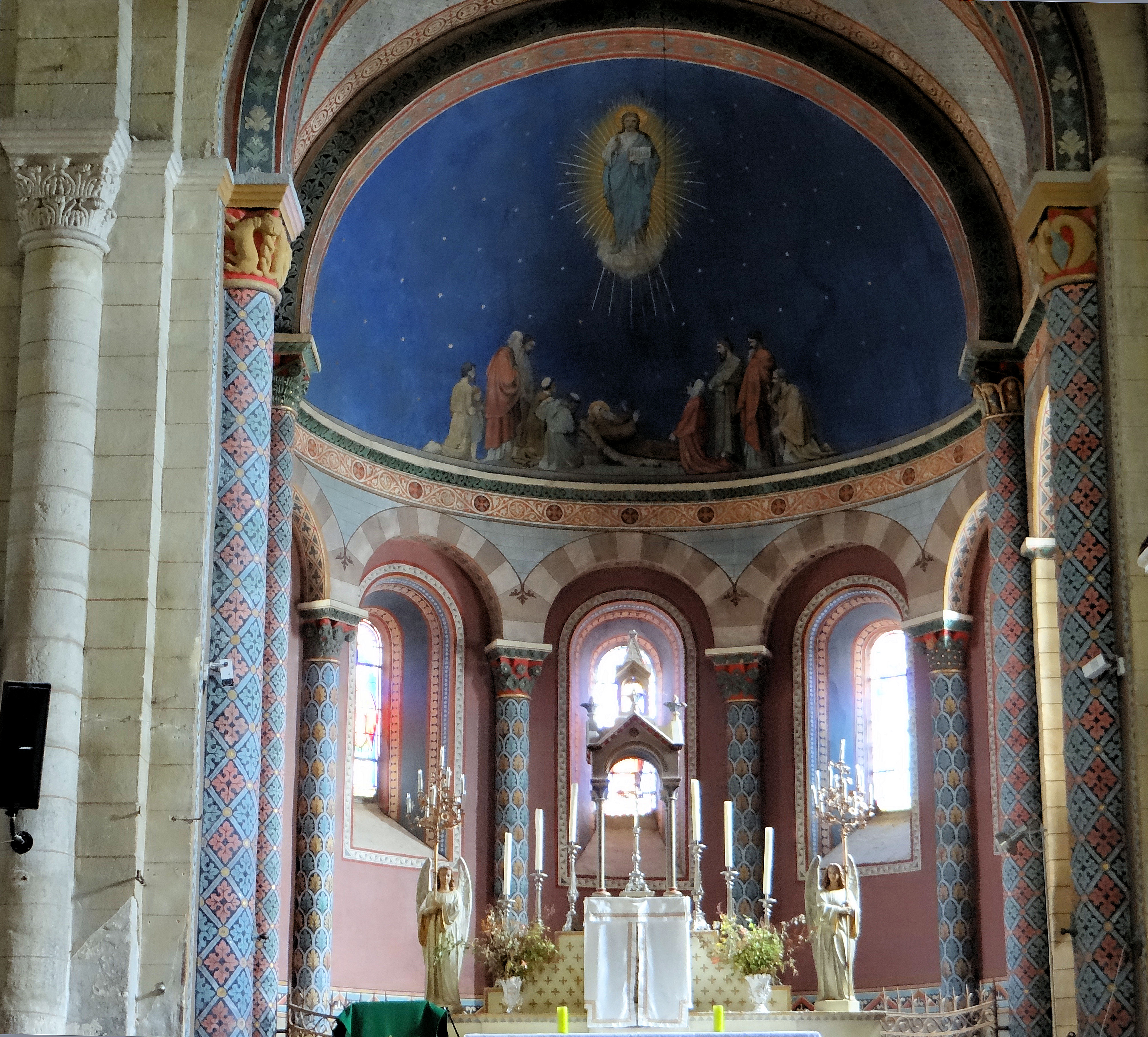
Mittelapsis
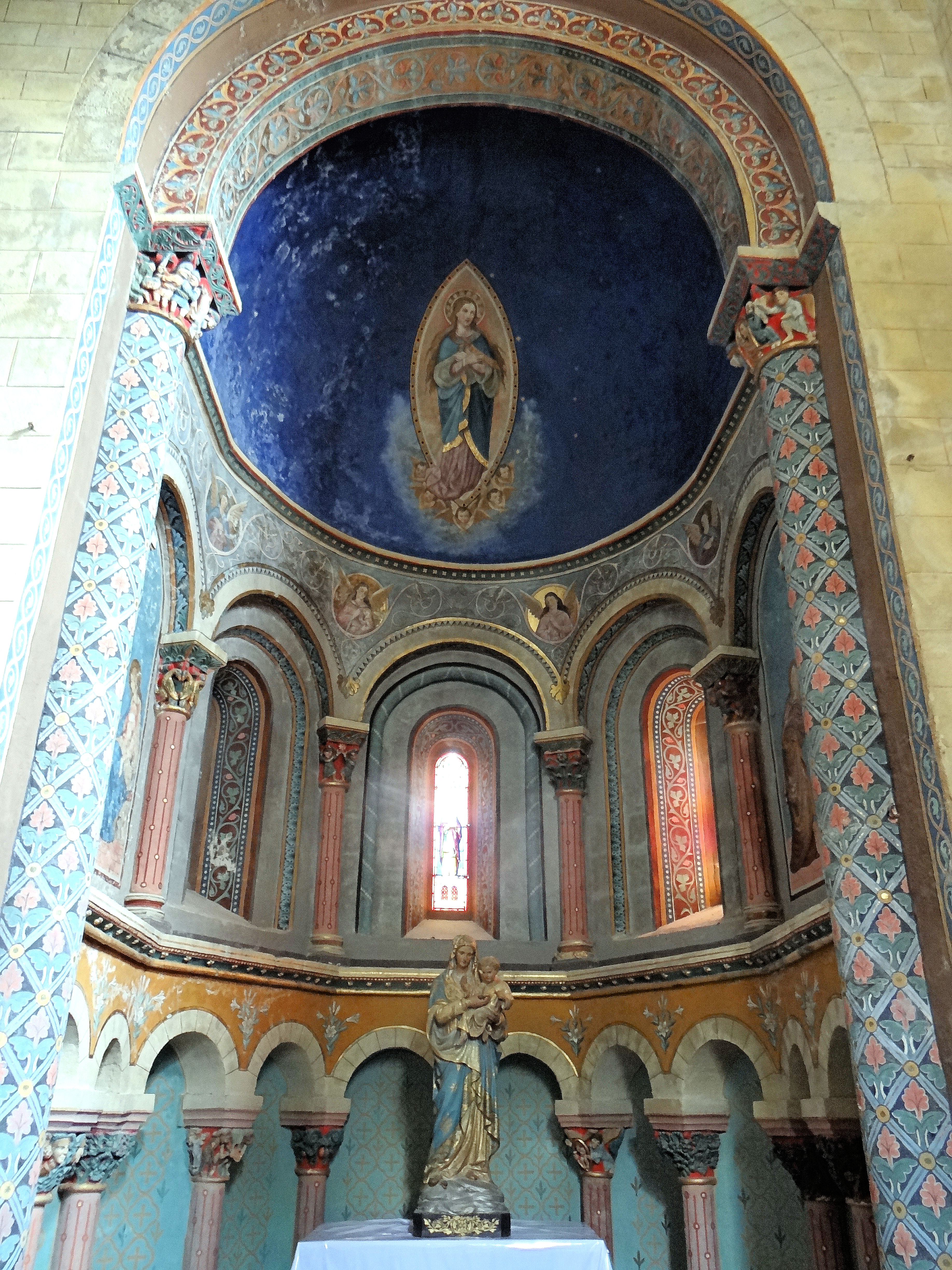
Südliche Apsis
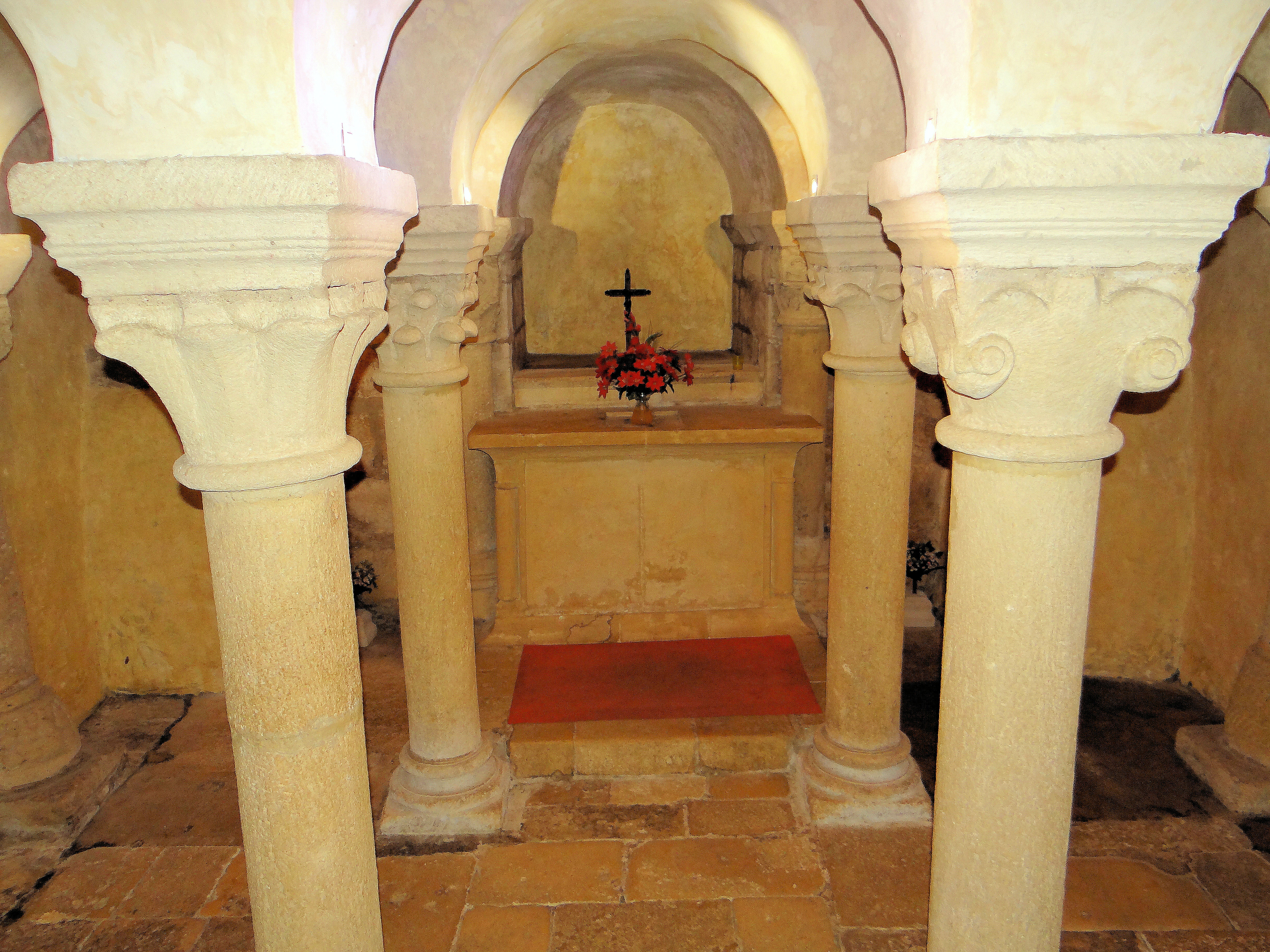
Krypta
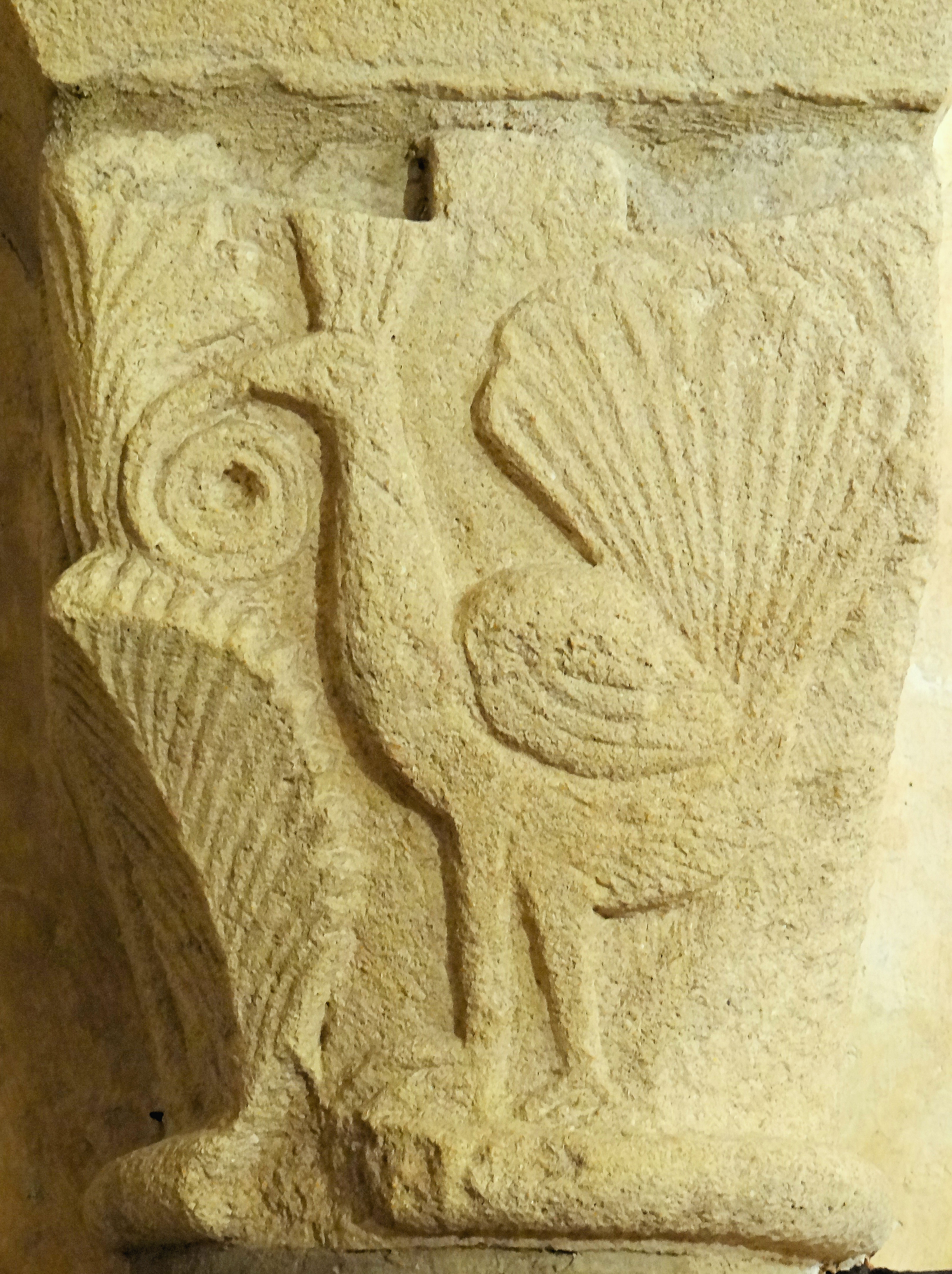
Kapitell mit Pfau

- Das Château Boutier ist ein repräsentativer Herrensitz aus dem 16./17. Jahrhundert. Er befindet sich in Privatbesitz und wurde im Jahr 1991 in die Liste der Monuments historiques aufgenommen.[2]
- Die Apsisruine der heutzutage in einem Waldgrundstück stehenden, aber ehedem zu einem Dorf gehörenden romanischen Kirche Saint-Avit ist seit 1979 ebenfalls als Monument historique eingestuft.[3]